# Crozetulus minutus
Crozetulus minutus is een spinnensoort in de taxonomische indeling van de Dwergkogelspinnen (Anapidae).
Het dier behoort tot het geslacht Crozetulus. De wetenschappelijke naam van de soort werd voor het eerst geldig gepubliceerd in 1939 door Hickman.